# 苏里布
苏里布（法語：Sourribes，法語發音：[suʁib]）是法国上普罗旺斯阿尔卑斯省的一个市镇，位于该省中部，属于福卡尔基耶区。

## 地理
苏里布（44°8'55"N, 6°0'57"E）面积19.75 平方千米，位于法国普罗旺斯-阿尔卑斯-蓝色海岸大区上普罗旺斯阿尔卑斯省，该省份为法国东南部内陆省份，北起上阿尔卑斯省，西接沃克吕兹省，西北接德龙省，南至瓦尔省，东临滨海阿尔卑斯省，东北部与意大利接壤。
与苏里布接壤的市镇（或旧市镇、城区）包括：昂特勒皮埃尔、萨利尼亚克、托阿尔、沃洛讷。

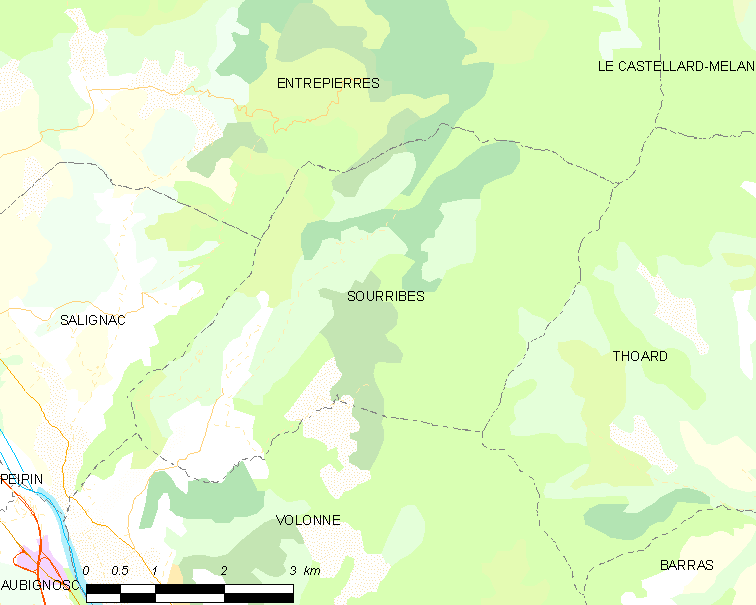
苏里布的OSM定位图

苏里布的时区为UTC+01:00、UTC+02:00（夏令时）。

## 行政
苏里布的邮政编码为04290，INSEE市镇编码为04211。

## 政治
苏里布所属的省级选区为锡斯特龙县。

## 人口

1962-2008年间苏里布人口变化图示

苏里布于2022年1月1日时的人口数量为179人。